# Arduino Matassini
Arduino Matassini (Firenze, 15 agosto 1894 – Firenze, 14 luglio 1975) è stato un ingegnere italiano.

## Biografia

### Formazione
Figlio di Vittorio, Matassini nacque a Firenze nel 1894. Nel 1920 si laureò in ingegneria presso l’ateneo pisano; fu attivo soprattutto a Firenze come progettista. 

### A Scandicci
A Scandicci ricoprì il ruolo direttore dell’ufficio tecnico del comune : nel 1929 realizzò il Campo Sportivo di Scandicci, nel decennio successivo la scuola elementare “Duca degli Abruzzi” (oggi Biblioteca di Scandicci) e la facciata razionalista della chiesa di Santa Maria a Greve (anni 1934-1937).

### A Firenze
Tra il 1924 e il 1941 progettò più di trenta edifici nelle zone di Legnaia e Porta Romana.
Nel 1945 partecipò, insieme agli architetti Ceaglio e Preti, al concorso per la ricostruzione del Ponte alla Vittoria, collocandosi in terza posizione 
Dal 1959 al 1964 diresse i lavori di costruzione dell’edificio di via degli Alfani 31-33 oggi di proprietà della Facoltà di Lettere e Filosofia dell’Università di Firenze, progettato da Raffaello Fagnoni che si è avvalso della collaborazione degli architetti Romano Viviani e Enzo Vannucci.
All’anno 1965 risale uno studio per la trasformazione del complesso edilizio della Pia Casa di Lavoro di Montedomini redatto insieme ad Aurelio Cetica.
Matassini fece inoltre parte della commissione guidata dal professore e ingegnere Livio Zoli per prevenire in futuro i disastri causati dall’alluvione del 1966.

## Opere
- Estimo civile ed esercizio professionale: lezioni per la Facoltà di architettura, Firenze, 1958, VIII, Editrice Universitaria.